# Canal Whiteside

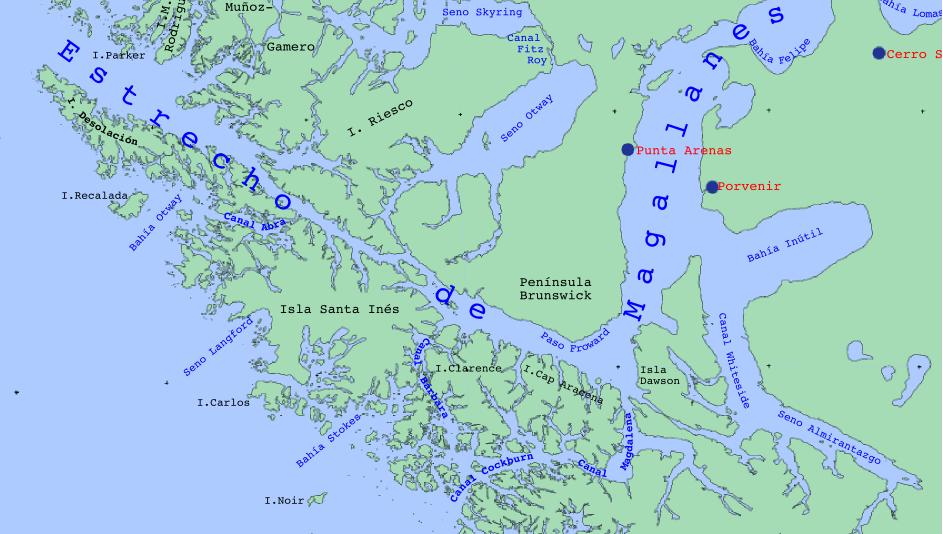
Canal Whiteside, al sur de la ciudad de Porvenir.

El canal Whiteside es un canal del extremo sur de Chile, que separa la isla Dawson (por el oeste) y la Isla Grande de Tierra del Fuego (por el este). Se extiende desde el borde meridional de la bahía Inútil, saliendo del paso Boquerón, hasta el seno Almirantazgo. Al canal desembocan las aguas de los ríos Caleta y Calavera por su vertiente oriental. Su navegación no ofrece mayores riesgos; la costa este, la cual es baja y de aguas poco profundas, permite que recalen embarcaciones a una milla del litoral, mientras que por la costa oriental puede ser alcanzada a una distancia de alrededor de un cuarto de milla.
El canal debe su nombre a Arturo Whiteside, marino y cartógrafo chileno que entre 1904 y 1905 exploró la zona levantando sus cartas hidrográficas.